# هبة أمين
هبة أمين (وُلدت عام 1980) هي فنانة تشكيلية وباحثة ومعلمة مصرية.

## النشأة والتعليم
وُلدت هبة ونشأت في القاهرة، وتلقت تعلميها الثانوي بالمدرسة الأمريكية بالمعادي. ثم انتقلت إلى الولايات المتحدة في 1998، حيث درست الرياضيات والفن التشكيلي، وحصلت على شهادة البكالوريا من كلية ماك ألستر. ثم التحقت ببرنامج الدراسات العليا في كلية مينيابوليس للفنون والتصميم في 2005. نالت شهادة الماجستير في الفنون الجميلة عن مجال التصميم التفاعلي من كلية التصميم في جامعة مينيسوتا. وبعد الانتهاء من دراساتها، حصلت على منحة من الهيئة الألمانية للتبادل الثقافي من أجل مشروعها «النصب التذكارية البديلة» في جامعة العلوم التطبيقية ببرلين.

## الحياة المهنية
تتميز أعمال هبة بالبحث العميق والتساؤل عن التقارب فيما بين السياسة، والتكنولوجيا، والحياة الحضرية. وتُعد حاليًا القَيِّمة على الفن التشكيلي لمؤسسة ميزنا بالولايات المتحدة، وكذلك برنامج DEFAULT للإقامة لمدة سنتين مع مؤسسة رامدون، وتُعد أيضاً مؤسسة لمنظمة أثينا السوداء بالمشاركة مع الفنان داويت إل بيتروس. هي أيضًا واحدة من الفنانات وراء رسوم الجرافيتي التي عُرضت في مسلسل «أرض الوطن» (Homeland)، والذي أثار ردود فعل عالمية.
حيث عين منتجو مسلسل «أرض الوطن» (Homeland) هبة أمين كي ترسم رسوم جرافيتي واقعية، فقامت هبة برسم الجرافيتي على طاقم المسلسل. المثير للاهتمام أن تلك الرسومات المكتوبة بالعربية قد انتقدت المسلسل نفسه، بجمل مثل «الوطن عنصري». وقد انتقدت هبة المسلسل لعدم دقته ولتحيزاته في وصفه للأشخاص من بلاد مختلف من الشرق الأوسط.
قامت هبة أيضاً بعمل كتاب مزود بالرسومات والشروح عن الشخصيات النسائية المدهشة في العالم الإسلامي، الكتاب الذي نال جائزة موونبيم لكتب الأطفال (Moonbeam Children’s Book Awards).
كما شاركت هبة في المعرض الجماعي في معرض داك آرت (Dak’Art) عام 2016، ومعرض مراكش للمشاريع الموازية عام 2016، متحف الفن الحديث في وارسو، والـ Kunstverein في مدينة هامبرج، ومعرض كاميرا بالنمسا، ومعرض برلين التاسع حيث معرض المنتدى الموسع، ومعرض موسكو الدولي الرابع للفنون الشابة، ومعرض فن وسائل الإعلام في بولندا الذي استضافه أولمبياد الروبوت العالمية الخامس عشر، ومعرض منغوليا الوطني للأعمال الفنية، ومتحف الفنون بجوتلاند في السويد. كما تلقت منحة من الهيئة الألمانية للتبادل الثقافي، ومنحة أخرى من مفوضية «رايزوم»، كما رُشحت لجائزة«آرت تيكر».
مارست هبة التعليم في جامعة مينيسوتا، والجامعة الأمريكية بالقاهرة، وجامعة العلوم التطبيقية ببرلين. وقدمت العديد من المحاضرات وورش العمل حول العالم. عُرض عملها المُسمى «الأرض مجسم إهليلجي معيب» (2016) في إصدار ميزنا الصيفي لعام 2016، وقد حُوورت أيضاً في نفس الإصدار عن مقالة لانا باركاوي، مديرة ميزنا، «حالة الحرج والخلاف».
تعيش هبة حالياً فيما بين برلين والقاهرة. وتحضر رسالة الدكتوراة في مدرسة برلين العليا للثقافات والمجتمعات المسلمة، وهي محاضرة في كلية بارد ببرلين. تُقدم هبة حاليًا في تركيا عبر معرض صور زيلبرمان في إسطنبول.